# The Women's Tour
The Women's Tour er et etapeløb i landevejscykling for kvinder, der finder sted i Storbritannien og er en del af den nye UCI Women's World Tour siden 2016. Indtil 2015 blev det klassificeret af UCI som et 2.1 løb.

## Vindere
| År   | Vinder               | Toer                   | Treer                |        |
| ---- | -------------------- | ---------------------- | -------------------- | ------ |
| 2014 | Marianne Vos         | Emma Johansson         | Rossella Ratto       |        |
| 2015 | Lisa Brennauer       | Jolien D'Hoore         | Christine Majerus    |        |
| 2016 | Lizzie Armitstead    | Ashleigh Moolman-Pasio | Elisa Longo Borghini |        |
| 2017 | Katarzyna Niewiadoma | Christine Majerus      | Hannah Barnes        |        |
| 2018 | Coryn Rivera         | Marianne Vos           | Danielle Rowe        |        |
| 2019 | Lizzie Deignan       | Katarzyna Niewiadoma   | Amy Pieters          |        |
| 2020 | aflyst               | aflyst                 | aflyst               | aflyst |
| 2021 | Demi Vollering       | Juliette Labous        | Clara Copponi        |        |
| 2022 | Elisa Longo Borghini | Grace Brown            | Katarzyna Niewiadoma |        |
| 2023 | aflyst               | aflyst                 | aflyst               | aflyst |
| 2024 | Lotte Kopecky        | Anna Henderson         | Christine Majerus    |        |
| 2025 |                      |                        |                      |        |